# باچویتسا
باچویتسا (به صربی: Bačevica) یک روستا در صربستان است که در بویواتس واقع شده‌است. باچویتسا ۴۰۹ نفر جمعیت دارد.